# Симметризация и антисимметризация тензора
Симметризация и антисимметризация тензора — это операции конструирования тензора того же типа с определённым видом симметрии. Для примера, симметризация тензора {\displaystyle T_{ij}} — это симметричный тензор {\displaystyle \scriptstyle T_{(ij)}={1 \over 2}\left(T_{ij}+T_{ji}\right)}, а антисимметризация — антисимметричный тензор {\displaystyle \scriptstyle T_{[ij]}={1 \over 2}\left(T_{ij}-T_{ji}\right)}.
Операция симметризации:
{\displaystyle A_{(m_{1}\ldots m_{k})m_{k+1}m_{q}}^{n_{1}\ldots n_{p}}={\frac {1}{k!}}\sum _{\sigma (m_{1}\ldots m_{k})}A_{\sigma (m_{1})\ldots \sigma (m_{k})m_{k+1}m_{q}}^{n_{1}\ldots n_{p}}}.
Суммирование ведётся по всем перестановкам {\displaystyle \sigma (m_{1}\ldots m_{k})} индексов, заключённых в круглые скобки. Аналогично определяется симметризация верхних индексов; симметризовать можно только по группе индексов одного типа. Операцию можно применять и к тензорному произведению нескольких тензоров (которое также является тензором). Примеры:
{\displaystyle A_{(klm)}={\frac {1}{3!}}(A_{klm}+A_{lmk}+A_{mkl}+A_{kml}+A_{lkm}+A_{mlk})}.
Операция антисимметризации или альтернирования определяется так:
{\displaystyle A_{[m_{1}\ldots m_{k}]m_{k+1}m_{q}}^{n_{1}\ldots n_{p}}={\frac {1}{k!}}\sum _{\sigma (m_{1}\ldots m_{k})}\operatorname {sgn} \sigma \cdot A_{\sigma (m_{1})\ldots \sigma (m_{k})m_{k+1}m_{q}}^{n_{1}\ldots n_{p}}}.
Суммирование снова ведётся по всем перестановкам {\displaystyle \sigma (m_{1}\ldots m_{k})} индексов, но теперь заключённых в квадратные скобки и с учётом чётности перестановки {\displaystyle \operatorname {sgn} \sigma }. Примеры:
{\displaystyle A_{[klm]}={\frac {1}{3!}}(A_{klm}+A_{lmk}+A_{mkl}-A_{kml}-A_{lkm}-A_{mlk})};
{\displaystyle A_{k}^{q[l}B_{pr}^{m]}={\frac {1}{2!}}(A_{k}^{ql}B_{pr}^{m}-A_{k}^{qm}B_{pr}^{l})}.
Некоторые авторы предпочитают не писать множитель {\displaystyle {\frac {1}{k!}}} в формулах для симметризации и антисимметризации. На это следует обращать внимание, поскольку другие формулы видоизменяются соответственно, что может внести путаницу.

## Свойства симметризации и антисимметризации
- Если {\displaystyle T_{i_{1}\ldots i_{n}}} симметричен по {\displaystyle i_{1}\ldots i_{n},} то симметризация по этим индексам совпадает с {\displaystyle T,} а антисимметризация даёт нулевой тензор. Аналогично в случае антисимметричности {\displaystyle T} по некоторым индексам: антисимметризация совпадёт с {\displaystyle T}, а симметризация даст нулевой тензор.
- Если {\displaystyle T_{ij}\in V\otimes V,} то {\displaystyle T_{(ij)}\in V\vee V,} {\displaystyle T_{[ij]}\in V\wedge V.} Здесь {\displaystyle \vee } — симметричное, а {\displaystyle \wedge } — внешнее произведение векторных пространств.